# C8orf33
C8orf33 (англ. Chromosome 8 open reading frame 33) – білок, який кодується однойменним геном, розташованим у людей на 8-й хромосомі. Довжина поліпептидного ланцюга білка становить 229 амінокислот, а молекулярна маса — 24 993.
| 10         |  | 20         |  | 30         |  | 40         |  | 50         |
| ---------- |  | ---------- |  | ---------- |  | ---------- |  | ---------- |
| MAALGHLAGE |  | AAAAPGPGTP |  | CASRGARLPG |  | PVSSARNPST |  | VCLCPEQPTC |
| SNADSRAHPL |  | GDEGGTASKK |  | QKNKKKTRNR |  | ASVANGGEKA |  | SEKLAPEEVP |
| LSAEAQAQQL |  | AQELAWCVEQ |  | LELGLKRQKP |  | TPKQKEQAIG |  | AIRTLRSKRT |
| PLPRKRQLMH |  | SLFGDYRAQM |  | EAEWREALRA |  | LRAAAYSAQV |  | QPVDGATRKK |
| SQRVCRPRSI |  | WRAKATLDMP |  | DEEFRFNFF  |  |            |  |            |

A: Аланін

C: Цистеїн

D: Аспарагінова кислота

E: Глутамінова кислота

F: Фенілаланін

G: Гліцин

H: Гістидин

I: Ізолейцин

K: Лізин

L: Лейцин

M: Метіонін

N: Аспарагін

P: Пролін

Q: Глутамін

R: Аргінін

S: Серин

T: Треонін

V: Валін

W: Триптофан

Кодований геном білок за функцією належить до фосфопротеїнів. 
Задіяний у таких біологічних процесах, як ацетилювання, альтернативний сплайсинг, метилювання. 